# Specie di Gnaphosidae (A-F)
Di seguito sono descritte tutte le specie della famiglia di ragni Gnaphosidae i cui generi sono compresi fra la lettera iniziale A e la F, note al 27 settembre 2015

## Allomicythus
Allomicythus Ono, 2009
- Allomicythus kamurai Ono, 2009[2] — Vietnam

## Allozelotes
Allozelotes Yin & Peng, 1998
- Allozelotes dianshi Yin & Peng, 1998 — Cina
- Allozelotes lushan Yin & Peng, 1998[2] — Cina
- Allozelotes microsaccatus Yang et al., 2009 — Cina
- Allozelotes songi Yang et al., 2009 — Cina

## Amazoromus
Amazoromus Brescovit & Höfer, 1994
- Amazoromus becki Brescovit & Höfer, 1994 — Brasile
- Amazoromus cristus (Platnick & Höfer, 1990) — Brasile
- Amazoromus janauari Brescovit & Höfer, 1994 — Brasile
- Amazoromus kedus Brescovit & Höfer, 1994[2] — Brasile

## Amusia
Amusia Tullgren, 1910
- Amusia cataracta Tucker, 1923 — Brasile
- Amusia murina Tullgren, 1910[2] — Brasile

## Anagraphis
Anagraphis Simon, 1893
- Anagraphis incerta Caporiacco, 1941 — Etiopia
- Anagraphis maculosa Denis, 1958 — Afghanistan
- Anagraphis minima Caporiacco, 1947 — Africa orientale
- Anagraphis ochracea (L. Koch, 1867) — Albania, Macedonia, Grecia
- Anagraphis pallens Simon, 1893[2] — Sudafrica (?), Libia, Malta, Siria, Israele, Creta, Iran
- Anagraphis pluridentata Simon, 1897 — Siria
- Anagraphis pori Levy, 1999 — Israele

## Anagrina
Anagrina Berland, 1920
- Anagrina alticola Berland, 1920 — Africa orientale
- Anagrina nigritibialis Denis, 1955 — Niger

## Aneplasa
Aneplasa Tucker, 1923
- Aneplasa balnearia Tucker, 1923[2] — Sudafrica
- Aneplasa borlei Lessert, 1933 — Angola
- Aneplasa facies Tucker, 1923 — Sudafrica
- Aneplasa interrogationis Tucker, 1923 — Sudafrica
- Aneplasa nigra Tucker, 1923 — Sudafrica
- Aneplasa primaris Tucker, 1923 — Sudafrica
- Aneplasa sculpturata Tucker, 1923 — Sudafrica
- Aneplasa strandi Caporiacco, 1947 — Africa orientale

## Anzacia
Anzacia Dalmas, 1919
1. Anzacia daviesae Ovtsharenko & Platnick, 1995 — Queensland
2. Anzacia debilis (Hogg, 1900) — Victoria
3. Anzacia dimota (Simon, 1908) — Victoria
4. Anzacia gemmea (Dalmas, 1917) — Nuova Zelanda, Isole Philip (Australia)
5. Anzacia inornata (Rainbow, 1920) — Isole Norfolk
6. Anzacia invenusta (L. Koch, 1872) — Nuovo Galles del Sud
7. Anzacia micacea (Simon, 1908) — Australia occidentale
8. Anzacia mustecula (Simon, 1908) — Nuova Guinea, Australia, Isole Cato (Australia), Isola Lord Howe
9. Anzacia perelegans (Rainbow, 1894) — Nuovo Galles del Sud
10. Anzacia perexigua (Simon, 1880)[2] — Nuova Caledonia
11. Anzacia petila (Simon, 1908) — Australia occidentale
12. Anzacia respersa (Simon, 1908) — Australia occidentale
13. Anzacia sarrita (Simon, 1908) — Australian Capital Territory (Canberra), Victoria, Tasmania
14. Anzacia signata (Rainbow, 1920) — Isole Norfolk
15. Anzacia simoni Roewer, 1951 — Australia occidentale, Victoria

## Aphantaulax
Aphantaulax Simon, 1878
1. Aphantaulax albini (Audouin, 1826)[2] — Egitto, Etiopia
2. Aphantaulax australis Simon, 1893 — Sudafrica
3. Aphantaulax cincta (L. Koch, 1866) — Europa, Africa settentrionale, Israele
4. Aphantaulax ensifera Simon, 1907 — Isola São Tomé
5. Aphantaulax fasciata Kulczyński, 1911 — Giava, Isola di Lombok (Piccole isole della Sonda)
6. Aphantaulax flavida Caporiacco, 1940 — Etiopia
7. Aphantaulax inornata Tucker, 1923 — Sudafrica
8. Aphantaulax katangae (Giltay, 1935) — Congo
9. Aphantaulax scotophaea Simon, 1908 — Australia occidentale
10. Aphantaulax signicollis Tucker, 1923 — Sudafrica
11. Aphantaulax stationis Tucker, 1923 — Sudafrica
12. Aphantaulax trifasciata (O. P.-Cambridge, 1872) — Regione paleartica
  - Aphantaulax trifasciata trimaculata Simon, 1878 — Francia
13. Aphantaulax univittata Thorell, 1897 — Myanmar
14. Aphantaulax voiensis Berland, 1920 — Africa orientale
15. Aphantaulax zonata Thorell, 1895 — Myanmar

## Apodrassodes
Apodrassodes Vellard, 1924
1. Apodrassodes araucanius (Chamberlin, 1916) — Perù, Bolivia, Argentina, Cile
2. Apodrassodes chula Brescovit & Lise, 1993 — Brasile
3. Apodrassodes guatemalensis (F. O. P.-Cambridge, 1899)[2] — Messico, America centrale e meridionale
4. Apodrassodes mercedes Platnick & Shadab, 1983 — Cile
5. Apodrassodes mono Müller, 1987 — Brasile
6. Apodrassodes pucon Platnick & Shadab, 1983 — Cile
7. Apodrassodes quilpuensis (Simon, 1902) — Cile
8. Apodrassodes taim Brescovit & Lise, 1993 — Brasile
9. Apodrassodes trancas Platnick & Shadab, 1983 — Cile, Argentina
10. Apodrassodes yogeshi Gajbe, 1993 — India

## Apodrassus
Apodrassus Chamberlin, 1916
- Apodrassus andinus Chamberlin, 1916[2] — Perù

## Apopyllus
Apopyllus Platnick e Shadab, 1984
- Apopyllus huanuco Platnick & Shadab, 1984 — Perù
- Apopyllus iheringi (Mello-Leitão, 1943) — Brasile
- Apopyllus ivieorum Platnick & Shadab, 1984 — Messico
- Apopyllus malleco Platnick & Shadab, 1984 — Cile
- Apopyllus now Platnick & Shadab, 1984 — Isola Curaçao (Venezuela), Colombia
- Apopyllus pauper (Mello-Leitão, 1942) — Argentina
- Apopyllus silvestrii (Simon, 1905)[2] — Perù, Bolivia, Brasile, Argentina, Cile
- Apopyllus suavis (Simon, 1893) — Venezuela

## Aracus
Aracus Thorell, 1887
- Aracus captator Thorell, 1887[2] — Birmania

## Arauchemus
Arauchemus Ott & Brescovit, 2012
- Arauchemus graudo Ott & Brescovit, 2012[2] — Brasile
- Arauchemus miudo Ott & Brescovit, 2012 — Brasile

## Asemesthes
Asemesthes Simon, 1887
1. Asemesthes affinis Lessert, 1933 — Angola
2. Asemesthes albovittatus Purcell, 1908 — Sudafrica
3. Asemesthes ales Tucker, 1923 — Sudafrica
4. Asemesthes alternatus Lawrence, 1928 — Namibia
5. Asemesthes ceresicola Tucker, 1923 — Sudafrica
6. Asemesthes decoratus Purcell, 1908 — Sudafrica
7. Asemesthes flavipes Purcell, 1908 — Sudafrica
8. Asemesthes fodina Tucker, 1923 — Sudafrica
9. Asemesthes hertigi Lessert, 1933 — Angola
10. Asemesthes kunenensis Lawrence, 1927 — Namibia
11. Asemesthes lamberti Tucker, 1923 — Sudafrica
12. Asemesthes lineatus Purcell, 1908 — Sudafrica
13. Asemesthes modestus Dalmas, 1921 — Sudafrica
14. Asemesthes montanus Tucker, 1923 — Sudafrica
15. Asemesthes nigristernus Dalmas, 1921 — Sudafrica
16. Asemesthes numisma Tucker, 1923 — Sudafrica
17. Asemesthes oconnori Tucker, 1923 — Sudafrica
18. Asemesthes pallidus Purcell, 1908 — Sudafrica
19. Asemesthes paynteri Tucker, 1923 — Sudafrica
20. Asemesthes perdignus Dalmas, 1921 — Namibia
21. Asemesthes purcelli Tucker, 1923 — Sudafrica
22. Asemesthes reflexus Tucker, 1923 — Sudafrica
23. Asemesthes septentrionalis Caporiacco, 1940 — Etiopia
24. Asemesthes sinister Lawrence, 1927 — Namibia
25. Asemesthes subnubilus Simon, 1887[2] — Sudafrica
26. Asemesthes windhukensis Tucker, 1923 — Namibia

## Asiabadus
Asiabadus Roewer, 1961
- Asiabadus asiaticus (Charitonov, 1946)[2] — Asia centrale, Afghanistan

## Australoechemus
Australoechemus Schmidt & Piepho, 1994
- Australoechemus celer Schmidt & Piepho, 1994[2] — isole Capo Verde
- Australoechemus oecobiophilus Schmidt & Piepho, 1994 — Brasile

## Austrodomus
Austrodomus Lawrence, 1947
- Austrodomus scaber (Purcell, 1904) — Africa meridionale
- Austrodomus zuluensis Lawrence, 1947 — Africa meridionale

## Benoitodes
Benoitodes Platnick, 1993
- Benoitodes caheni (Benoit, 1977)[2] — isola di Sant'Elena
- Benoitodes sanctaehelenae (Strand, 1909) — isola di Sant'Elena

## Berinda
Berinda Roewer, 1928
- Berinda aegilia Chatzaki, 2002 — Grecia
- Berinda amabilis Roewer, 1928[2] — Grecia, Creta, Russia, Turchia, Asia centrale
- Berinda cooki Logunov, 2012 — Turchia
- Berinda cypria Chatzaki & Panayiotou, 2010 — Cipro
- Berinda ensiger (O. P.-Cambridge, 1874) — Grecia, Creta, Turchia
- Berinda hakani Chatzaki & Seyyar, 2010 — Turchia

## Berlandina
Berlandina Dalmas, 1922
1. Berlandina afghana Denis, 1958 — Afghanistan, Pakistan

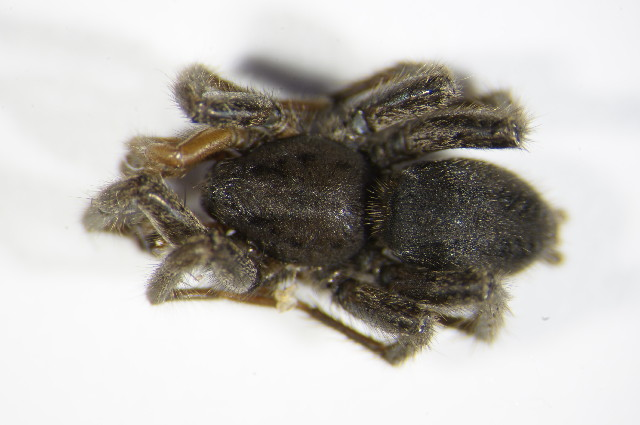
Berlandina cinerea

2. Berlandina apscheronica Dunin, 1984 — Russia, Azerbaigian, Kazakistan
3. Berlandina asbenica Denis, 1955 — Niger
4. Berlandina avishur Levy, 2009 — Israele
5. Berlandina caspica Ponomarev, 1979 — Russia, Mongolia, Asia centrale
6. Berlandina charitonovi Ponomarev, 1979 — Russia, Asia centrale
7. Berlandina cinerea (Menge, 1872) — dall'Europa al Kazakistan
8. Berlandina corcyraea (O. P.-Cambridge, 1874) — Grecia, Corfù
9. Berlandina denisi Roewer, 1961 — Afghanistan
10. Berlandina deserticola (Dalmas, 1921) — Algeria, Libia
11. Berlandina drassodea (Caporiacco, 1934) — Karakorum
12. Berlandina hui Song, Zhu & Zhang, 2004 — Cina
13. Berlandina kolosvaryi Caporiacco, 1947 — Africa orientale
14. Berlandina koponeni Marusik, Fomichev & Omelko, 2014 — Mongolia
15. Berlandina meruana (Dalmas, 1921) — Africa orientale
16. Berlandina mishenini Marusik, Fomichev & Omelko, 2014 — Mongolia
17. Berlandina nabozhenkoi Ponomarev & Tsvetkov, 2006 — Russia
18. Berlandina nakonechnyi Marusik, Fomichev & Omelko, 2014 — Mongolia
19. Berlandina nenilini Ponomarev & Tsvetkov, 2006 — Kazakistan
20. Berlandina nigromaculata (Blackwall, 1865) — Isole Capo Verde
21. Berlandina nubivaga (Simon, 1878) — Europa
22. Berlandina obscurata Caporiacco, 1947 — Africa orientale
23. Berlandina ovtsharenkoi Marusik, Fomichev & Omelko, 2014 — Mongolia
24. Berlandina piephoi Schmidt, 1994 — Isole Capo Verde
25. Berlandina plumalis (O. P.-Cambridge, 1872)[2] — Africa occidentale e dal Mediterraneo fino all'Asia centrale
26. Berlandina potanini (Schenkel, 1963) — Russia, Mongolia, Cina
27. Berlandina propinqua Roewer, 1961 — Afghanistan
28. Berlandina pulchra (Nosek, 1905) — Turchia
29. Berlandina punica (Dalmas, 1921) — Algeria, Tunisia, Libia
30. Berlandina saraevi Ponomarev, 2008 — Kazakistan
31. Berlandina schenkeli Marusik & Logunov, 1995 — Russia
32. Berlandina shnitnikovi (Spassky, 1934) — Kazakistan
33. Berlandina shumskyi Kovblyuk, 2003 — Ucraina
34. Berlandina spasskyi Ponomarev, 1979 — Russia, Kazakistan, Mongolia, Cina
35. Berlandina ubsunurica Marusik & Logunov, 1995 — Russia
36. Berlandina venatrix (O. P.-Cambridge, 1874) — Libia, Egitto
37. Berlandina yakovlevi Marusik, Fomichev & Omelko, 2014 — Mongolia

## Brasilomma
Brasilomma Brescovit, Ferreira & Rheims, 2012
- Brasilomma enigmatica Brescovit, Ferreira & Rheims, 2012 — Brasile

## Cabanadrassus
Cabanadrassus Mello-Leitão, 1941
- Cabanadrassus bifasciatus Mello-Leitão, 1941[2] — Argentina

## Callilepis
Callilepis Westring, 1874
1. Callilepis chakanensis Tikader, 1982 — India
2. Callilepis chisos Platnick, 1975 — USA
3. Callilepis concolor Simon, 1914 — Europa meridionale

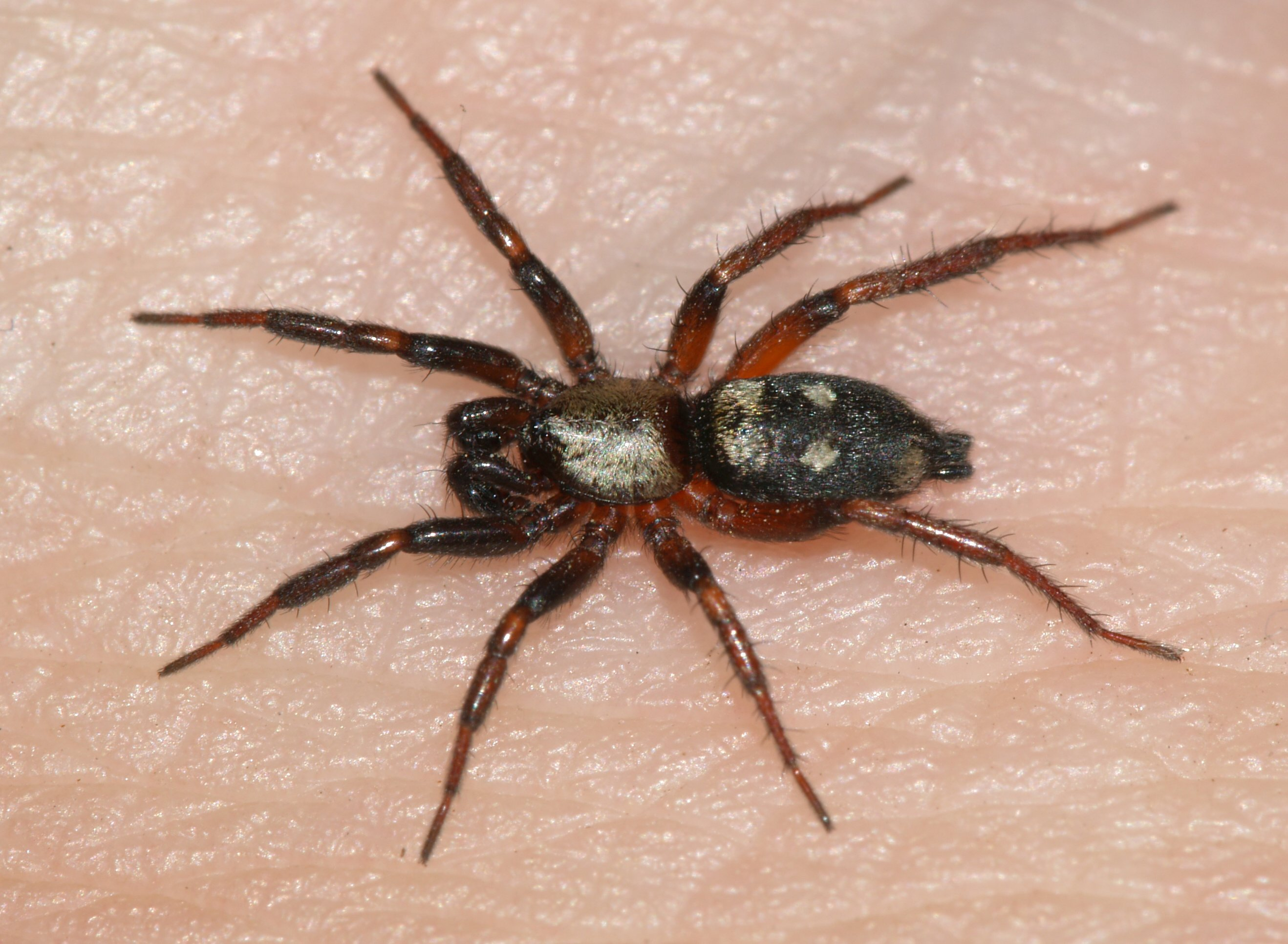
Callilepis schuszteri - maschio

4. Callilepis cretica (Roewer, 1928) — Grecia, Creta, Turchia, Azerbaigian
5. Callilepis eremella Chamberlin, 1928 — Nordamerica
6. Callilepis gertschi Platnick, 1975 — USA, Messico
7. Callilepis gosoga Chamberlin & Gertsch, 1940 — USA
8. Callilepis imbecilla (Keyserling, 1887) — USA, Canada
9. Callilepis ketani Gajbe, 1984 — India
10. Callilepis lambai Tikader & Gajbe, 1977 — India
11. Callilepis mumai Platnick, 1975 — USA, Messico
12. Callilepis nocturna (Linnaeus, 1758)[2] — Regione paleartica
13. Callilepis pawani Gajbe, 1984 — India
14. Callilepis pluto Banks, 1896 — USA, Canada
15. Callilepis rajani Gajbe, 1984 — India
16. Callilepis rajasthanica Tikader & Gajbe, 1977 — India
17. Callilepis rukminiae Tikader & Gajbe, 1977 — India
18. Callilepis schuszteri (Herman, 1879) — Regione paleartica

## Camillina
Camillina Berland, 1919
1. Camillina aldabrae (Strand, 1907) — Africa centrale e meridionale, Isola di Aldabra (Oceano Indiano), Isole Seychelles, Borneo
2. Camillina antigua Platnick & Shadab, 1982 — Guatemala, Honduras
3. Camillina arequipa Platnick & Shadab, 1982 — Perù
4. Camillina balboa Platnick & Shadab, 1982 — Panama, Colombia
5. Camillina bimini Platnick & Shadab, 1982 — Isole Bahama
6. Camillina biplagia Tucker, 1923 — Sudafrica
7. Camillina brasiliensis Müller, 1987 — Brasile
8. Camillina caldas Platnick & Shadab, 1982 — Brasile
9. Camillina calel Platnick & Shadab, 1982 — Argentina
10. Camillina campeche Platnick & Shadab, 1982 — Messico
11. Camillina capensis Platnick & Murphy, 1987 — Sudafrica
12. Camillina cauca Platnick & Shadab, 1982 — Colombia
13. Camillina cayman Platnick & Shadab, 1982 — Isole Cayman
14. Camillina chiapa Platnick & Shadab, 1982 — Messico
15. Camillina chilensis (Simon, 1902) — dal Brasile al Cile, Isole Juan Fernandez
16. Camillina chincha Platnick & Shadab, 1982 — Perù
17. Camillina claro Platnick & Shadab, 1982 — Brasile
18. Camillina colon Platnick & Shadab, 1982 — Panama
19. Camillina cordifera (Tullgren, 1910)[2] — Africa centrale e meridionale, Isole Seychelles
20. Camillina cordoba Platnick & Murphy, 1987 — Argentina
21. Camillina cruz Platnick & Shadab, 1982 — Isole Galapagos
22. Camillina cui Platnick & Murphy, 1987 — Paraguay
23. Camillina desecheonis (Petrunkevitch, 1930) — Porto Rico
24. Camillina elegans (Bryant, 1940) — Caraibi, Angola, Isole del Pacifico
25. Camillina europaea Dalmas, 1922 — Italia
26. Camillina fiana Platnick & Murphy, 1987 — Madagascar, Isole Comore
27. Camillina gaira Platnick & Shadab, 1982 — Colombia, Caraibi
28. Camillina galapagoensis (Banks, 1902) — Isole Galapagos
29. Camillina galianoae Platnick & Murphy, 1987 — Argentina
30. Camillina huanta Platnick & Shadab, 1982 — Perù
31. Camillina isabela Platnick & Murphy, 1987 — Isole Galapagos
32. Camillina isla Platnick & Shadab, 1982 — Isole Galapagos
33. Camillina javieri Alayón, 2004 — Cuba
34. Camillina jeris Platnick & Shadab, 1982 — Isola Curaçao (Venezuela)
35. Camillina kaibos Platnick & Murphy, 1987 — dalla Costa d'Avorio al Kenya
36. Camillina kochalkai Platnick & Murphy, 1987 — Paraguay
37. Camillina longipes (Nicolet, 1849) — Cile
38. Camillina madrejon Platnick & Murphy, 1987 — Paraguay
39. Camillina mahnerti Platnick & Murphy, 1987 — Paraguay
40. Camillina major (Keyserling, 1891) — Brasile, Argentina
41. Camillina marmorata (Mello-Leitão, 1943) — Argentina, Bolivia
42. Camillina maun Platnick & Murphy, 1987 — Africa meridionale
43. Camillina mauryi Platnick & Murphy, 1987 — Argentina
44. Camillina merida Platnick & Shadab, 1982 — Venezuela
45. Camillina minuta (Mello-Leitão, 1941) — Argentina
46. Camillina mogollon Platnick & Shadab, 1982 — Perù
47. Camillina mona Platnick & Shadab, 1982 — Giamaica
48. Camillina namibensis Platnick & Murphy, 1987 — Namibia
49. Camillina nevada Platnick & Shadab, 1982 — Colombia
50. Camillina nevis Platnick & Shadab, 1982 — Caraibi
51. Camillina nova Platnick & Shadab, 1982 — Brasile, Paraguay, Argentina
52. Camillina oruro Platnick & Shadab, 1982 — Bolivia, Perù, Argentina
53. Camillina pavesii (Simon, 1897) — Africa
54. Camillina pecki Baert, 1994 — Isole Galapagos
55. Camillina pedestris (O. P.-Cambridge, 1898) — Messico
56. Camillina penai Platnick & Murphy, 1987 — Cile, Perù
57. Camillina pernambuco Müller, 1987 — Brasile
58. Camillina pilar Platnick & Murphy, 1987 — Paraguay, Argentina
59. Camillina piura Platnick & Shadab, 1982 — Perù
60. Camillina procurva (Purcell, 1908) — Sudafrica
61. Camillina puebla Platnick & Shadab, 1982 — Messico, Honduras
62. Camillina pulchra (Keyserling, 1891) — Brasile, Argentina, USA
63. Camillina punta Platnick & Shadab, 1982 — Perù
64. Camillina recife Müller, 1987 — Brasile
65. Camillina relucens (Simon, 1893) — Venezuela
66. Camillina rogeri Alayón, 1993 — Cuba
67. Camillina samariensis Müller, 1988 — Colombia
68. Camillina sandrae Baert, 1994 — Isole Galapagos
69. Camillina setosa Tucker, 1923 — Sudafrica
70. Camillina shaba FitzPatrick, 2005 — Congo
71. Camillina smythiesi (Simon, 1897) — India
72. Camillina tarapaca Platnick & Shadab, 1982 — Cile
73. Camillina taruma Platnick & Höfer, 1990 — Brasile
74. Camillina tsima Platnick & Murphy, 1987 — Madagascar
75. Camillina ventana Ferreira, Zambonato & Lise, 2004 — Argentina

## Canariognapha
Canariognapha Wunderlich, 2011
- Canariognapha parwis Wunderlich, 2011[2] — isole Canarie

## Caudalia
Caudalia Alayón, 1980
- Caudalia insularis Alayón, 1980 — Cuba

## Ceryerda
Ceryerda Simon, 1909
- Ceryerda cursitans Simon, 1909[2] — Australia occidentale

## Cesonia
Cesonia Simon, 1893
1. Cesonia aspida Chatzaki, 2002 — Creta, Turchia
2. Cesonia bilineata (Hentz, 1847)[2] — America settentrionale
3. Cesonia bixleri Platnick & Shadab, 1980 — USA
4. Cesonia boca Platnick & Shadab, 1980 — Panama
5. Cesonia bryantae Platnick & Shadab, 1980 — Giamaica
6. Cesonia cana Platnick & Shadab, 1980 — Giamaica
7. Cesonia cerralvo Platnick & Shadab, 1980 — Messico
8. Cesonia chickeringi Platnick & Shadab, 1980 — Giamaica
9. Cesonia cincta (Banks, 1909) — Cuba
10. Cesonia classica Chamberlin, 1924 — USA, Messico
11. Cesonia coala Platnick & Shadab, 1980 — Messico
12. Cesonia cuernavaca Platnick & Shadab, 1980 — Messico
13. Cesonia desecheo Platnick & Shadab, 1980 — Porto Rico, Isole Vergini
14. Cesonia ditta Platnick & Shadab, 1980 — Dominica
15. Cesonia elegans (Simon, 1891) — Isola Saint Vincent, Dominica
16. Cesonia gertschi Platnick & Shadab, 1980 — USA, Messico
17. Cesonia grisea (Banks, 1914) — Cuba
18. Cesonia irvingi (Mello-Leitão, 1944) — USA, Isole Bahama, Cuba
19. Cesonia iviei Platnick & Shadab, 1980 — Messico
20. Cesonia josephus (Chamberlin & Gertsch, 1940) — USA
21. Cesonia lacertosa Chickering, 1949 — Panama
22. Cesonia leechi Platnick & Shadab, 1980 — Messico
23. Cesonia lugubris (O. P.-Cambridge, 1896) — Messico, Honduras
24. Cesonia maculata Platnick & Shadab, 1980 — Isole Saint Kitts & Nevis
25. Cesonia nadleri Platnick & Shadab, 1980 — Hispaniola
26. Cesonia notata Chickering, 1949 — Messico, Panama
27. Cesonia pudica Chickering, 1949 — Panama
28. Cesonia rothi Platnick & Shadab, 1980 — USA
29. Cesonia sincera Gertsch & Mulaik, 1936 — USA, Messico
30. Cesonia trivittata Banks, 1898 — USA, Messico
31. Cesonia ubicki Platnick & Shadab, 1980 — USA, Messico

## Chileomma
Chileomma Platnick, Shadab & Sorkin, 2005
- Chileomma campana Platnick, Shadab & Sorkin, 2005 — Cile
- Chileomma chilensis Platnick, Shadab & Sorkin, 2005 — Cile
- Chileomma franckei Platnick, Shadab & Sorkin, 2005 — Cile
- Chileomma malleco Platnick, Shadab & Sorkin, 2005 — Cile
- Chileomma petorca Platnick, Shadab & Sorkin, 2005 — Cile
- Chileomma rinconada Platnick, Shadab & Sorkin, 2005 — Cile
- Chileomma ruiles Platnick, Shadab & Sorkin, 2005 — Cile

## Chileuma
Chileuma Platnick, Shadab & Sorkin, 2005
- Chileuma paposo Platnick, Shadab & Sorkin, 2005 — Cile
- Chileuma renca Platnick, Shadab & Sorkin, 2005 — Cile
- Chileuma serena Platnick, Shadab & Sorkin, 2005 — Cile

## Chilongius
Chilongius Platnick, Shadab & Sorkin, 2005
- Chilongius eltofo Platnick, Shadab & Sorkin, 2005 — Cile
- Chilongius frayjorge Platnick, Shadab & Sorkin, 2005 — Cile
- Chilongius huasco Platnick, Shadab & Sorkin, 2005 — Cile
- Chilongius molles Platnick, Shadab & Sorkin, 2005 — Cile
- Chilongius palmas Platnick, Shadab & Sorkin, 2005 — Cile

## Civizelotes
Civizelotes Senglet, 2012
- Civizelotes caucasius (L. Koch, 1866) — dall'Europa all'Asia centrale
- Civizelotes civicus (Simon, 1878)[2] — Europa, Madeira, Marocco
- Civizelotes dentatidens (Simon, 1914) — Spagna, Francia, Sardegna
- Civizelotes gracilis (Canestrini, 1868) — Europa, Russia
- Civizelotes ibericus Senglet, 2012 — Spagna
- Civizelotes medianoides Senglet, 2012 — Spagna
- Civizelotes medianus (Denis, 1935) — Spagna, Francia, Andorra
- Civizelotes pygmaeus (Miller, 1943) — dall'Europa al Kazakistan
- Civizelotes solstitialis (Levy, 1998) — Bulgaria, Grecia, Creta, Turchia, Israele

## Cladothela
Cladothela Kishida, 1928
- Cladothela auster Kamura, 1997 — Giappone
- Cladothela bistorta Zhang, Song & Zhu, 2002 — Cina
- Cladothela boninensis Kishida, 1928[2] — Giappone
- Cladothela hupingensis Yin, 2012 — Cina
- Cladothela joannisi (Schenkel, 1963) — Cina

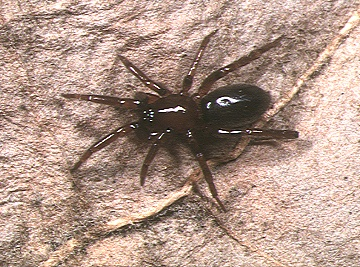
Cladothela parva - femmina

- Cladothela ningmingensis Zhang, Yin & Bao, 2004 — Cina
- Cladothela oculinotata (Bösenberg & Strand, 1906) — Cina, Corea, Giappone
- Cladothela parva Kamura, 1991 — Cina, Giappone
- Cladothela tortiembola Paik, 1992 — Corea
- Cladothela unciinsignita (Bösenberg & Strand, 1906) — Giappone

## Coillina
Coillina Yin & Peng, 1998
- Coillina baka Yin & Peng, 1998[2] — Cina

## Coreodrassus
Coreodrassus Paik, 1984
- Coreodrassus forficalus Zhang & Zhu, 2008 — Cina
- Coreodrassus lancearius (Simon, 1893)[2] — Kazakistan, Cina, Giappone, Corea
- Coreodrassus semidesertus Ponomarev & Tsvetkov, 2006 — Kazakistan

## Cryptodrassus
Cryptodrassus Miller, 1943
- Cryptodrassus creticus Chatzaki, 2002 — Creta, Turchia
- Cryptodrassus hungaricus (Balogh, 1935)[2] — Europa

## Cryptoerithus
Cryptoerithus Rainbow, 1915
- Cryptoerithus annaburroo Platnick & Baehr, 2006 — Territorio del Nord (Australia)
- Cryptoerithus griffith Platnick & Baehr, 2006 — Queensland, Australia meridionale
- Cryptoerithus halifax Platnick & Baehr, 2006 — Australia meridionale
- Cryptoerithus halli Platnick & Baehr, 2006 — Australia occidentale
- Cryptoerithus harveyi Platnick & Baehr, 2006 — Australia occidentale
- Cryptoerithus hasenpuschi Platnick & Baehr, 2006 — Queensland
- Cryptoerithus lawlessi Platnick & Baehr, 2006 — Queensland
- Cryptoerithus melindae Platnick & Baehr, 2006 — Australia occidentale
- Cryptoerithus nichtaut Platnick & Baehr, 2006 — Queensland
- Cryptoerithus ninan Platnick & Baehr, 2006 — Australia occidentale
- Cryptoerithus nonaut Platnick & Baehr, 2006 — Territorio del Nord (Australia), Australia meridionale
- Cryptoerithus nopaut Platnick & Baehr, 2006 — Australia occidentale
- Cryptoerithus nyetaut Platnick & Baehr, 2006 — Territorio del Nord (Australia)
- Cryptoerithus occultus Rainbow, 1915 — Australia occidentale, Territorio del Nord (Australia), Australia meridionale
- Cryptoerithus quamby Platnick & Baehr, 2006 — Queensland
- Cryptoerithus quobba Platnick & Baehr, 2006 — Australia meridionale
- Cryptoerithus rough Platnick & Baehr, 2006 — Australia meridionale
- Cryptoerithus shadabi Platnick & Baehr, 2006 — Australia meridionale
- Cryptoerithus stuart Platnick & Baehr, 2006 — Territorio del Nord (Australia)

## Cubanopyllus
Cubanopyllus Alayón & Platnick, 1993
- Cubanopyllus inconspicuus (Bryant, 1940)[2] — Cuba

## Diaphractus
Diaphractus Purcell, 1907
- Diaphractus assimilis Tullgren, 1910 — Africa orientale
- Diaphractus leipoldti Purcell, 1907[2] — Africa meridionale
- Diaphractus muticus Lawrence, 1927 — Namibia

## Drassodes
Drassodes Westring, 1851
1. Drassodes adisensis Strand, 1906 — Etiopia
2. Drassodes affinis (Nicolet, 1849) — Cile
3. Drassodes afghanus Roewer, 1961 — Afghanistan
4. Drassodes albicans (Simon, 1878) — Mediterraneo
5. Drassodes andamanensis Tikader, 1977 — Isole Andamane
6. Drassodes andorranus Denis, 1938 — Andorra
7. Drassodes angulus Platnick & Shadab, 1976 — USA
8. Drassodes arapensis Strand, 1908 — Perù
9. Drassodes archibensis Ponomarev & Alieva, 2008 — Russia

Drassodes - deposizione uova

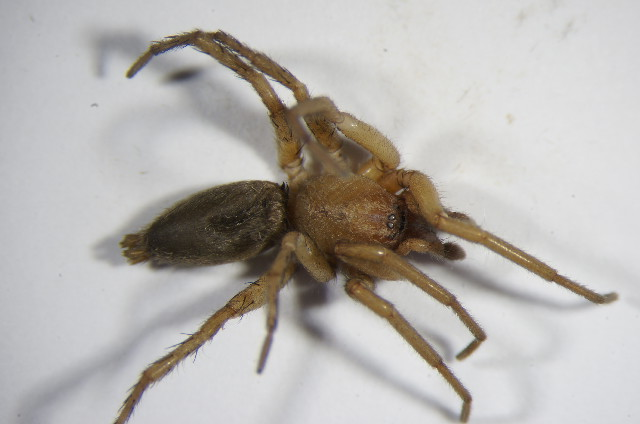
Drassodes pubescens, femmina

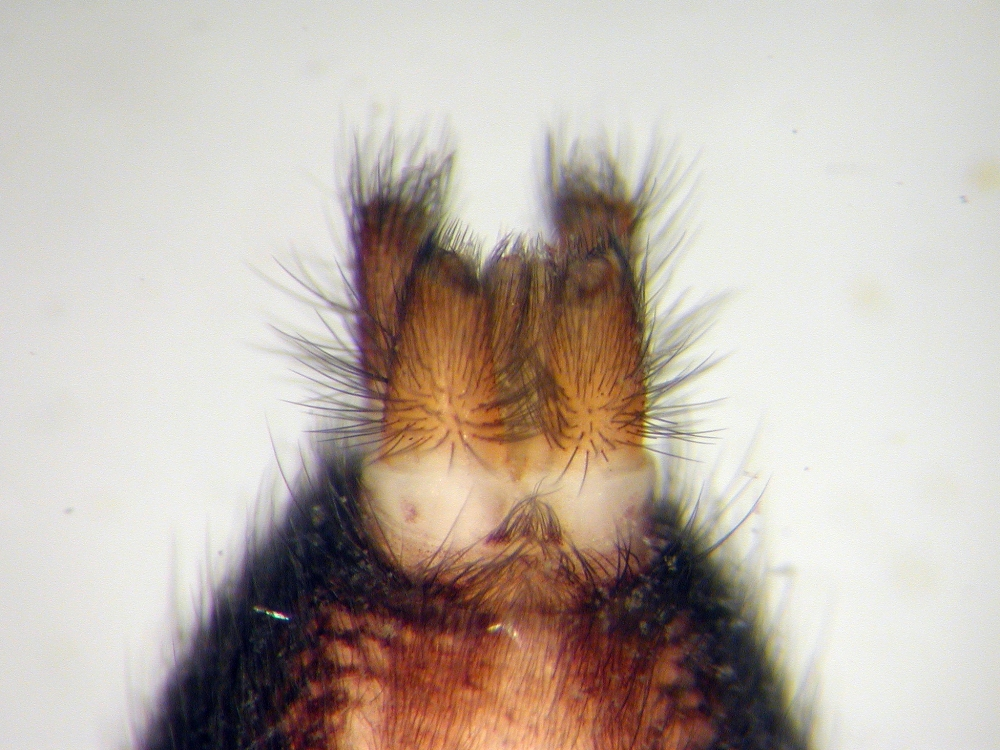
Drassodes - filiere

Drassodes saccatus - disegno

10. Drassodes assimilatus (Blackwall, 1865) — Isole Canarie, Isole Capo Verde
11. Drassodes astrologus (O. P.-Cambridge, 1874) — India
12. Drassodes auriculoides Barrows, 1919 — USA
13. Drassodes auritus Schenkel, 1963 — Russia, Kazakistan, Cina
14. Drassodes bechuanicus Tucker, 1923 — Sudafrica
15. Drassodes bendamiranus Roewer, 1961 — Afghanistan
16. Drassodes bicurvatus Roewer, 1961 — Afghanistan
17. Drassodes bifidus Kovblyuk & Seyyar, 2009 — Turchia
18. Drassodes brachythelis (Thorell, 1890) — Sumatra
19. Drassodes braendegaardi Caporiacco, 1949 — Kenya
20. Drassodes caffrerianus Purcell, 1907 — Sudafrica
21. Drassodes calceatus Purcell, 1907 — Sudafrica
22. Drassodes cambridgei Roewer, 1951 — India
23. Drassodes canaglensis Caporiacco, 1927 — Slovenia
24. Drassodes carinivulvus Caporiacco, 1934 — India
25. Drassodes caspius Ponomarev & Tsvetkov, 2006 — Kazakistan, Russia
26. Drassodes cerinus Simon, 1897 — India
27. Drassodes charcoviae (Thorell, 1875) — Ucraina
28. Drassodes charitonovi Tuneva, 2005 — Kazakistan
29. Drassodes chybyndensis Esyunin & Tuneva, 2002 — Russia, Kazakistan
30. Drassodes clavifemur (Reimoser, 1935) — Karakorum
31. Drassodes corticalis (Lucas, 1846) — Algeria
32. Drassodes crassipalpus (Roewer, 1961) — Afghanistan
33. Drassodes crassipes (Lucas, 1846) — Algeria
34. Drassodes cupa Tuneva, 2005 — Kazakistan
35. Drassodes cupreus (Blackwall, 1834) — Regione paleartica
36. Drassodes dagestanus Ponomarev & Alieva, 2008 — Russia
37. Drassodes daliensis Yang & Song, 2003 — Cina
38. Drassodes delicatus (Blackwall, 1867) — India
39. Drassodes deoprayagensis Tikader & Gajbe, 1975 — India
40. Drassodes depilosus Dönitz & Strand, 1906 — Giappone
41. Drassodes deserticola Simon, 1893 — Algeria, Libia
42. Drassodes difficilis (Simon, 1878) — Francia
43. Drassodes dispulsoides Schenkel, 1963 — Cina
44. Drassodes distinctus (Lucas, 1846) — Algeria
45. Drassodes dregei Purcell, 1907 — Sudafrica
46. Drassodes drydeni Petrunkevitch, 1914 — Myanmar
47. Drassodes ellenae (Barrion e Litsinger, 1995) — Filippine
48. Drassodes ereptor Purcell, 1907 — Sudafrica
49. Drassodes falciger Jézéquel, 1965 — Costa d'Avorio
50. Drassodes fedtschenkoi (Kroneberg, 1875) — Uzbekistan
51. Drassodes fugax (Simon, 1878) — Regione paleartica
52. Drassodes gangeticus Tikader & Gajbe, 1975 — India
53. Drassodes gilvus Tullgren, 1910 — Africa orientale
54. Drassodes gooldi Purcell, 1907 — Sudafrica
55. Drassodes gosiutus Chamberlin, 1919 — USA, Canada
56. Drassodes gujaratensis Patel & Patel, 1975 — India
57. Drassodes hamiger (Thorell, 1877) — Sulawesi
58. Drassodes hebei Song, Zhu & Zhang, 2004 — Cina
59. Drassodes helenae Purcell, 1907 — Sudafrica
60. Drassodes heterophthalmus Simon, 1905 — India
61. Drassodes himalayensis Tikader & Gajbe, 1975 — India
62. Drassodes ignobilis Petrunkevitch, 1914 — Myanmar
63. Drassodes imbecillus (L. Koch, 1875) — Etiopia
64. Drassodes inermis (Simon, 1878) — Francia
65. Drassodes infletus (O. P.-Cambridge, 1885) — Yarkand (Cina), Russia, Mongolia
66. Drassodes insidiator Thorell, 1897 — Myanmar
67. Drassodes insignis (Blackwall, 1862) — Brasile
68. Drassodes interemptor (O. P.-Cambridge, 1885) — Yarkand (Cina)
69. Drassodes interlisus (O. P.-Cambridge, 1885) — Yarkand (Cina)
70. Drassodes interpolator (O. P.-Cambridge, 1885) — Tagikistan, Yarkand (Cina)
71. Drassodes involutus (O. P.-Cambridge, 1885) — Yarkand (Cina)
72. Drassodes jakkabagensis Charitonov, 1946 — Asia centrale
73. Drassodes jiufeng Tang, Song & Zhang, 2001 — Cina
74. Drassodes kaszabi Loksa, 1965 — Russia, Mongolia
75. Drassodes katunensis Marusik, Hippa & Koponen, 1996 — Russia
76. Drassodes kibonotensis Tullgren, 1910 — Africa orientale
77. Drassodes krausi (Roewer, 1961) — Afghanistan
78. Drassodes kwantungensis Saito, 1937 — Cina
79. Drassodes lacertosus (O. P.-Cambridge, 1872) — Israele, Siria, Russia
80. Drassodes lapidosus (Walckenaer, 1802)[2] — Regione paleartica
  - Drassodes lapidosus bidens (Simon, 1878) — Francia
81. Drassodes lapsus (O. P.-Cambridge, 1885) — Yarkand (Cina)
82. Drassodes licenti Schenkel, 1953 — Mongolia
83. Drassodes lindbergi Roewer, 1961 — Afghanistan
84. Drassodes lividus Denis, 1958 — Afghanistan
85. Drassodes longispinus Marusik & Logunov, 1995 — Russia, Cina
86. Drassodes lophognathus Purcell, 1907 — Sudafrica
87. Drassodes luridus (O. P.-Cambridge, 1874) — India
88. Drassodes luteomicans (Simon, 1878) — Europa meridionale
89. Drassodes lutescens (C. L. Koch, 1839) — dal Mediterraneo al Pakistan
90. Drassodes lyratus Purcell, 1907 — Sudafrica
91. Drassodes lyriger Simon, 1909 — Etiopia
92. Drassodes macilentus (O. P.-Cambridge, 1874) — India
93. Drassodes malagassicus (Butler, 1879) — Madagascar
94. Drassodes mandibularis (L. Koch, 1866) — Russia
95. Drassodes manducator (Thorell, 1897) — Myanmar
96. Drassodes masculus Tucker, 1923 — Sudafrica
97. Drassodes mauritanicus Denis, 1945 — Africa settentrionale
98. Drassodes meghalayaensis Tikader & Gajbe, 1977 — India
99. Drassodes mirus Platnick & Shadab, 1976 — Regione olartica
100. Drassodes montenegrinus (Kulczyński, 1897) — Croazia, Serbia
101. Drassodes monticola (Kroneberg, 1875) — Asia centrale
102. Drassodes myogaster (Bertkau, 1880) — Germania
103. Drassodes nagqu Song, Zhu & Zhang, 2004 — Cina
104. Drassodes narayanpurensis Gajbe, 2005 — India
105. Drassodes natali Esyunin & Tuneva, 2002 — Russia
106. Drassodes neglectus (Keyserling, 1887) — Regione olartica
107. Drassodes nigroscriptus Simon, 1909 — Marocco
  - Drassodes nigroscriptus deminutus Simon, 1909 — Marocco
108. Drassodes nox Dönitz & Strand, 1906 — Giappone
109. Drassodes nugatorius (Karsch, 1881) — Libia, Arabia Saudita
110. Drassodes obscurus (Lucas, 1846) — Algeria
111. Drassodes orientalis (L. Koch, 1866) — Russia, Ucraina
112. Drassodes parauritus Song, Zhu & Zhang, 2004 — Cina
113. Drassodes paroculus Simon, 1893 — Spagna
114. Drassodes parvidens Caporiacco, 1934 — India, Pakistan
115. Drassodes pashanensis Tikader & Gajbe, 1977 — India
116. Drassodes pectinifer Schenkel, 1936 — Cina
117. Drassodes phagduaensis Tikader, 1964 — Nepal
118. Drassodes placidulus Simon, 1914 — Francia
119. Drassodes platnicki Song, Zhu & Zhang, 2004 — Russia, Mongolia, Cina
120. Drassodes prosthesimiformis Strand, 1906 — Etiopia
121. Drassodes pseudolesserti Loksa, 1965 — Kazakistan, Mongolia, Cina
122. Drassodes pubescens (Thorell, 1856) — Regione paleartica
123. Drassodes rhodanicus Simon, 1914 — France
124. Drassodes robatus Roewer, 1961 — Afghanistan
125. Drassodes rostratus Esyunin & Tuneva, 2002 — Russia
126. Drassodes rubicundulus Caporiacco, 1934 — India, Pakistan
127. Drassodes rubidus (Simon, 1878) — dalla Spagna all'Italia
128. Drassodes rufipes (Lucas, 1846) — Algeria
129. Drassodes rugichelis Denis, 1962 — Madeira
130. Drassodes russulus (Thorell, 1890) — Giava
131. Drassodes saccatus (Emerton, 1890) — Nordamerica
132. Drassodes saganus Strand, 1918 — Giappone
133. Drassodes sagarensis Tikader, 1982 — India
134. Drassodes saitoi Schenkel, 1963 — Cina
135. Drassodes serratichelis (Roewer, 1928) — Creta, Israele, USA
136. Drassodes serratidens Schenkel, 1963 — Russia, Cina, Corea, Giappone
137. Drassodes sesquidentatus Purcell, 1908 — Sudafrica
138. Drassodes shawanensis Song, Zhu & Zhang, 2004 — Cina
139. Drassodes similis Nosek, 1905 — Turchia
140. Drassodes simplex Kulczynski, 1926 — Russia
141. Drassodes simplicivulvus Caporiacco, 1940 — Etiopia
142. Drassodes singulariformis Roewer, 1951 — India
143. Drassodes sirmourensis (Tikader & Gajbe, 1977) — India, Cina
144. Drassodes sitae Tikader & Gajbe, 1975 — India
145. Drassodes sockniensis (Karsch, 1881) — Libia
146. Drassodes solitarius Purcell, 1907 — Sudafrica
147. Drassodes soussensis Denis, 1956 — Marocco
148. Drassodes spinicrus Caporiacco, 1928 — Libia
149. Drassodes splendens Tucker, 1923 — Sudafrica
150. Drassodes stationis Tucker, 1923 — Sudafrica
151. Drassodes sternatus Strand, 1906 — Etiopia
152. Drassodes striatus (L. Koch, 1866) — Penisola balcanica
153. Drassodes subviduatus Strand, 1906 — Etiopia
154. Drassodes taehadongensis Paik, 1995 — Corea
155. Drassodes tarrhunensis (Karsch, 1881) — Libia
156. Drassodes termezius Roewer, 1961 — Afghanistan
157. Drassodes tesselatus Purcell, 1907 — Sudafrica
158. Drassodes thaleri Hervé & Rollard, 2009 — Francia
159. Drassodes thimei (L. Koch, 1878) — Turkmenistan
160. Drassodes tikaderi (Gajbe, 1987) — India
161. Drassodes tiritschensis Miller & Buchar, 1972 — Afghanistan
162. Drassodes tortuosus Tucker, 1923 — Sudafrica
163. Drassodes unicolor (O. P.-Cambridge, 1872) — Creta, Libia, Egitto, Libano, Israele
164. Drassodes uritai Tang et al., 1999 — Cina
165. Drassodes venustus (Nicolet, 1849) — Cile
166. Drassodes villosus (Thorell, 1856) — Regione paleartica
167. Drassodes viveki (Gajbe, 1992) — India
168. Drassodes voigti (Bösenberg, 1899) — Germania, Penisola balcanica
169. Drassodes vorax Strand, 1906 — Etiopia

## Drassodex
Drassodex Murphy, 2007
- Drassodex cervinus (Simon, 1914) — Spagna, Francia
- Drassodex drescoi Hervé, Roberts & Murphy, 2009 — Francia, Svizzera, Italia
- Drassodex fritillifer (Simon, 1914) — Spagna, Francia
- Drassodex granja Hervé, Roberts & Murphy, 2009 — Spagna
- Drassodex heeri (Pavesi, 1873) — Europa
- Drassodex hispanus (L. Koch, 1866) — Europa
- Drassodex hypocrita (Simon, 1878)[2] — Europa, Russia, Kazakistan
- Drassodex lesserti (Schenkel, 1936) — Francia, Svizzera
- Drassodex simoni Hervé, Roberts & Murphy, 2009 — Francia, Svizzera
- Drassodex validior (Simon, 1914) — Francia

## Drassyllus
Drassyllus Chamberlin, 1922
1. Drassyllus adocetus Chamberlin, 1936 — USA
2. Drassyllus adullam Levy, 2009 — Israele
3. Drassyllus alachua Platnick & Shadab, 1982 — USA
4. Drassyllus amamiensis Kamura, 2011 — Giappone
5. Drassyllus antonito Platnick & Shadab, 1982 — USA, Messico
6. Drassyllus aprilinus (Banks, 1904) — USA, Messico

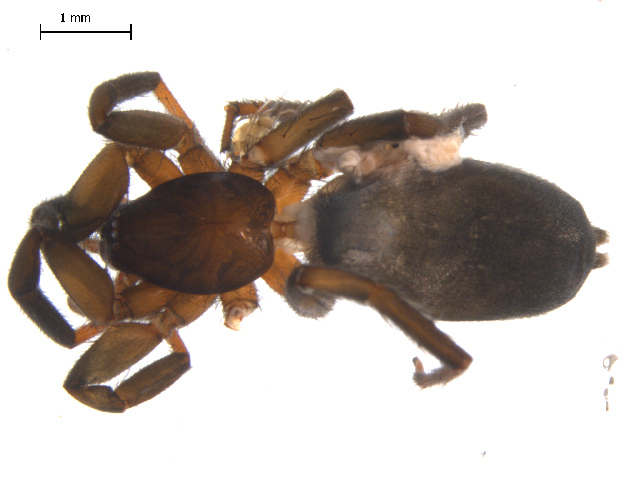
Drassyllus insularis, femmina

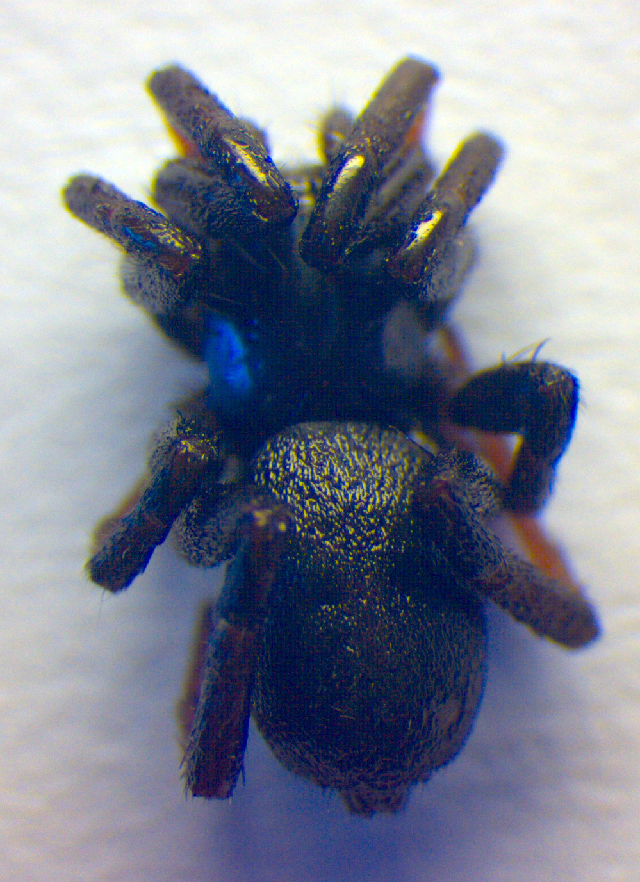
Drassyllus lutetianus, femmina

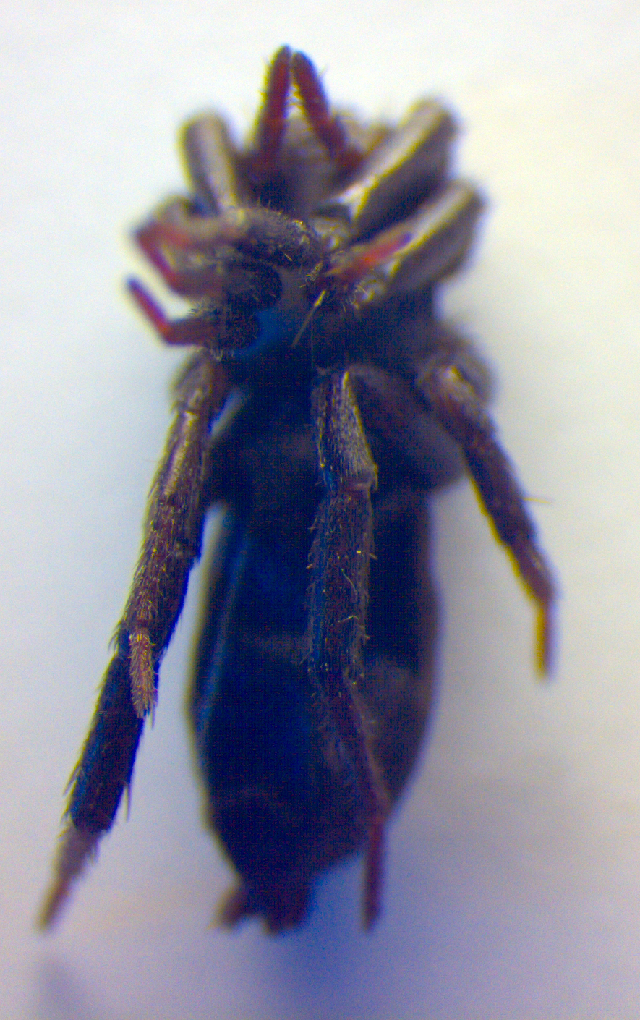
Drassyllus praeficus

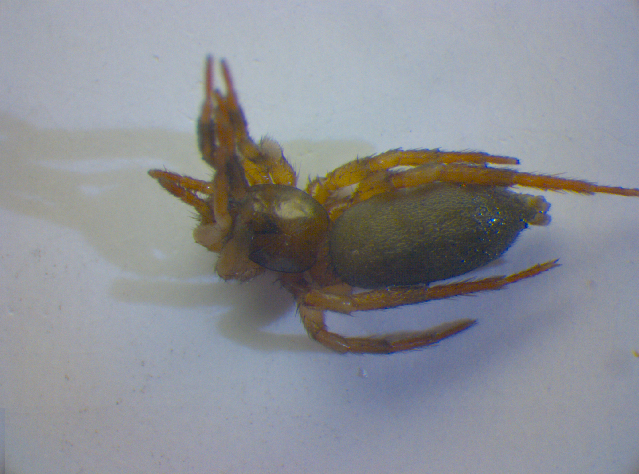
Drassyllus pumilus

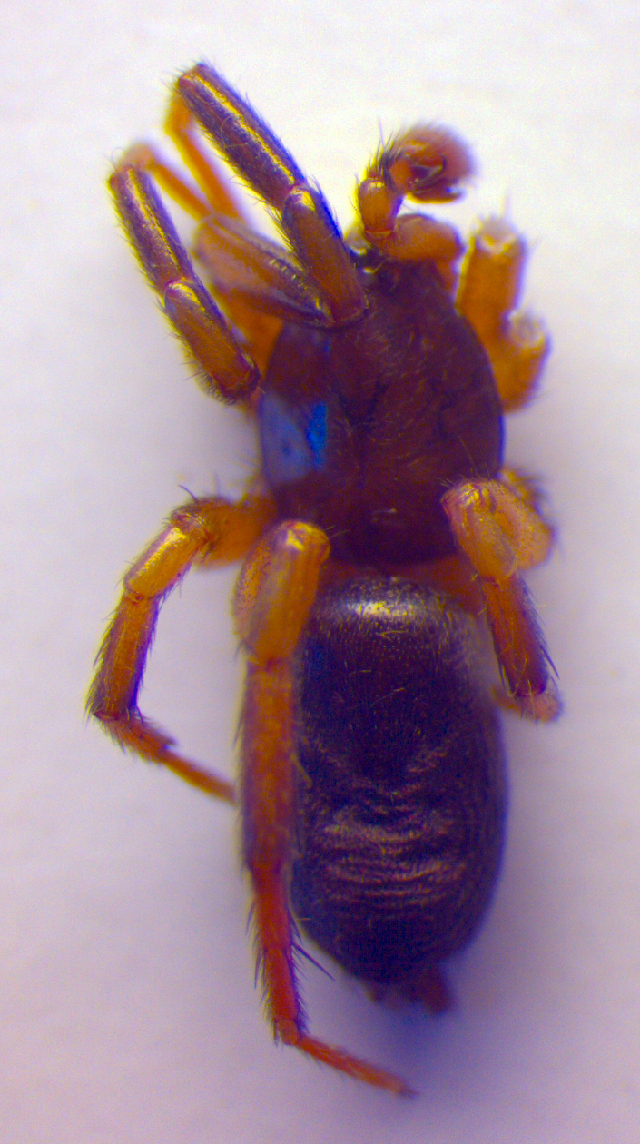
Drassyllus pumilus, femmina

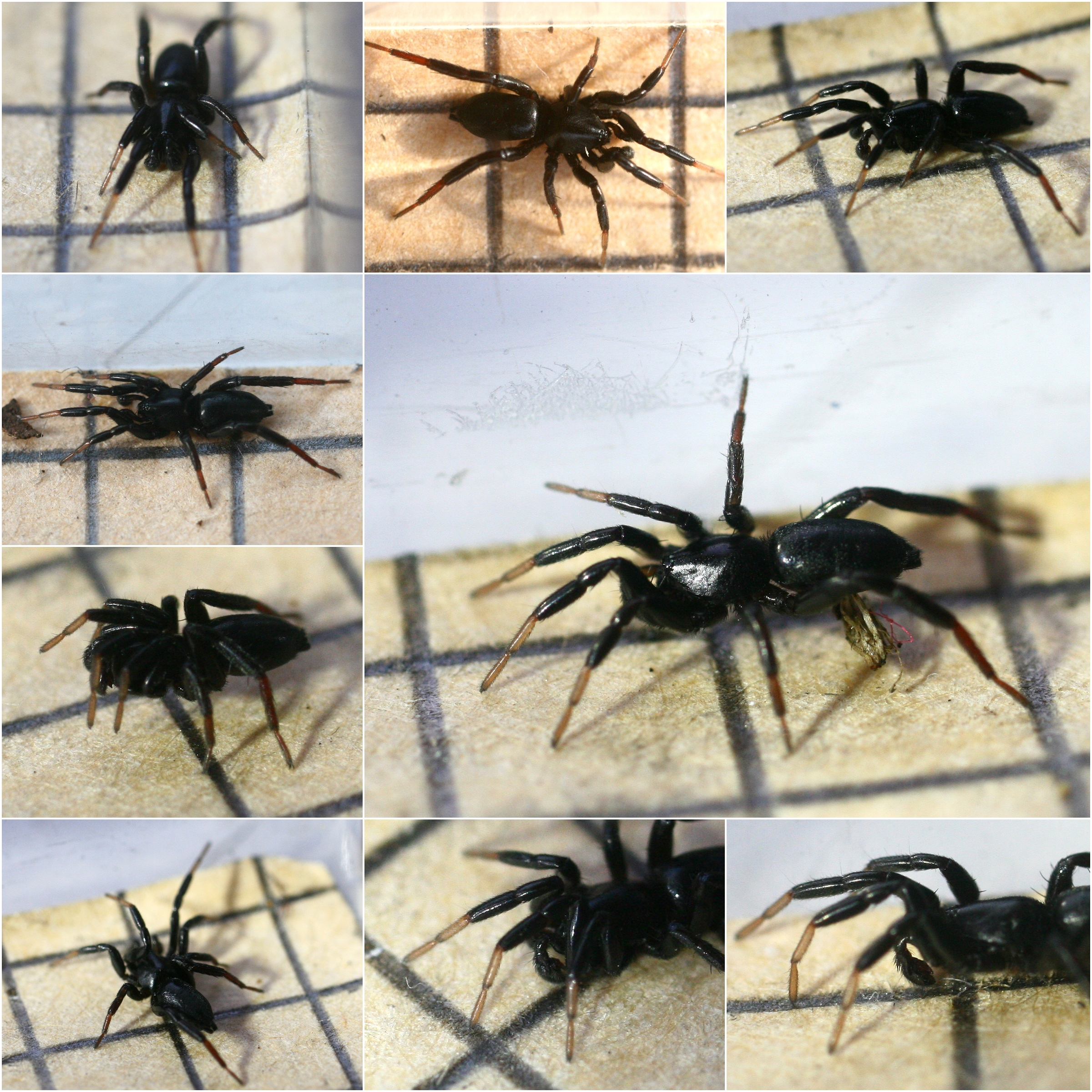
Drassyllus pusillus, collage

7. Drassyllus arizonensis (Banks, 1901) — USA, Messico
8. Drassyllus baccus Platnick & Shadab, 1982 — Messico
9. Drassyllus barbus Platnick, 1984 — USA
10. Drassyllus biglobosus Paik, 1986 — Corea
11. Drassyllus broussardi Platnick & Horner, 2007 — USA
12. Drassyllus callus Platnick & Shadab, 1982 — Messico
13. Drassyllus carbonarius (O. P.-Cambridge, 1872) — Israele
14. Drassyllus cerrus Platnick & Shadab, 1982 — USA
15. Drassyllus chibus Platnick & Shadab, 1982 — Messico
16. Drassyllus coajus Platnick & Shadab, 1982 — Messico
17. Drassyllus conformans Chamberlin, 1936 — USA, Messico
18. Drassyllus coreanus Paik, 1986 — Cina, Corea
19. Drassyllus covensis Exline, 1962 — USA
20. Drassyllus creolus Chamberlin & Gertsch, 1940 — USA, Canada
21. Drassyllus crimeaensis Kovblyuk, 2003 — Ucraina
22. Drassyllus depressus (Emerton, 1890) — USA, Canada
23. Drassyllus dixinus Chamberlin, 1922 — USA
24. Drassyllus dromeus Chamberlin, 1922 — USA, Canada
25. Drassyllus durango Platnick & Shadab, 1982 — Messico
26. Drassyllus ellipes Chamberlin & Gertsch, 1940 — USA
27. Drassyllus eremitus Chamberlin, 1922 — USA, Canada
28. Drassyllus eremophilus Chamberlin & Gertsch, 1940 — USA, Canada
29. Drassyllus eurus Platnick & Shadab, 1982 — USA
30. Drassyllus excavatus (Schenkel, 1963) — Cina
31. Drassyllus fallens Chamberlin, 1922[2] — USA, Canada
32. Drassyllus fractus Chamberlin, 1936 — USA
33. Drassyllus fragilis Ponomarev, 2008 — Kazakistan
34. Drassyllus frigidus (Banks, 1892) — USA
35. Drassyllus gammus Platnick & Shadab, 1982 — Messico
36. Drassyllus gynosaphes Chamberlin, 1936 — USA
37. Drassyllus huachuca Platnick & Shadab, 1982 — USA
38. Drassyllus inanus Chamberlin & Gertsch, 1940 — USA
39. Drassyllus insularis (Banks, 1900) — Nordamerica
40. Drassyllus jabalpurensis Gajbe, 2005 — India
41. Drassyllus jubatopalpis Levy, 1998 — Israele
42. Drassyllus khajuriai Tikader & Gajbe, 1976 — India
43. Drassyllus lamprus (Chamberlin, 1920) — Nordamerica
44. Drassyllus lepidus (Banks, 1899) — USA, Messico
45. Drassyllus louisianus Chamberlin, 1922 — USA
46. Drassyllus lutetianus (L. Koch, 1866) — dall'Europa al Kazakistan
47. Drassyllus mahabalei Tikader, 1982 — India
48. Drassyllus mazus Platnick & Shadab, 1982 — Messico
49. Drassyllus mexicanus (Banks, 1898) — USA, Messico
50. Drassyllus mirus Platnick & Shadab, 1982 — Messico
51. Drassyllus mormon Chamberlin, 1936 — USA, Messico
52. Drassyllus mumai Gertsch & Riechert, 1976 — USA, Messico
53. Drassyllus nannellus Chamberlin & Gertsch, 1940 — USA, Canada
54. Drassyllus niger (Banks, 1896) — USA, Canada
55. Drassyllus notonus Chamberlin, 1928 — USA, Messico
56. Drassyllus novus (Banks, 1895) — USA, Canada
57. Drassyllus ojus Platnick & Shadab, 1982 — USA, Messico
58. Drassyllus orgilus Chamberlin, 1922 — USA, Messico
59. Drassyllus orlando Platnick & Corey, 1989 — USA
60. Drassyllus pantherius Hu & Wu, 1989 — Cina
61. Drassyllus platnicki Gajbe, 1987 — India
62. Drassyllus praeficus (L. Koch, 1866) — dall'Europa all'Asia centrale
63. Drassyllus proclesis Chamberlin, 1922 — USA
64. Drassyllus prosaphes Chamberlin, 1936 — USA, Messico
65. Drassyllus puebla Platnick & Shadab, 1982 — Messico
66. Drassyllus pumiloides Chatzaki, 2003 — Creta
67. Drassyllus pumilus (C. L. Koch, 1839) — dall'Europa all'Asia centrale
68. Drassyllus pusillus (C. L. Koch, 1833) — Regione paleartica
69. Drassyllus ratnagiriensis Tikader & Gajbe, 1976 — India
70. Drassyllus rufulus (Banks, 1892) — USA, Canada
71. Drassyllus salton Platnick & Shadab, 1982 — USA
72. Drassyllus sanmenensis Platnick & Song, 1986 — Cina, Corea, Giappone
73. Drassyllus saphes Chamberlin, 1936 — Nordamerica
74. Drassyllus sasakawai Kamura, 1987 — Corea, Giappone
75. Drassyllus seminolus Chamberlin & Gertsch, 1940 — USA
76. Drassyllus shaanxiensis Platnick & Song, 1986 — Russia, Cina, Giappone
77. Drassyllus sinton Platnick & Shadab, 1982 — USA, Messico
78. Drassyllus socius Chamberlin, 1922 — USA, Canada
79. Drassyllus sonus Platnick & Shadab, 1982 — Messico
80. Drassyllus sur Tuneva & Esyunin, 2003 — Russia
81. Drassyllus talus Platnick & Shadab, 1982 — Messico
82. Drassyllus tepus Platnick & Shadab, 1982 — Messico
83. Drassyllus texamans Chamberlin, 1936 — USA, Messico
84. Drassyllus tinus Platnick & Shadab, 1982 — Messico
85. Drassyllus villicoides (Giltay, 1932) — Grecia
86. Drassyllus villicus (Thorell, 1875) — Europa
87. Drassyllus villus Platnick & Shadab, 1982 — Messico
88. Drassyllus vinealis (Kulczyński, 1897) — Regione paleartica
89. Drassyllus yaginumai Kamura, 1987 — Giappone
90. Drassyllus yunnanensis Platnick & Song, 1986 — Cina, Myanmar
91. Drassyllus zimus Platnick & Shadab, 1982 — Messico

## Echemella
Echemella Strand, 1906
- Echemella occulta (Benoit, 1965) — Congo
- Echemella pavesii (Simon, 1909) — Etiopia
- Echemella quinquedentata Strand, 1906[2] — Etiopia
- Echemella sinuosa Murphy & Russell-Smith, 2007 — Etiopia
- Echemella strandi (Caporiacco, 1940) — Etiopia
- Echemella tenuis Murphy & Russell-Smith, 2007 — Etiopia

## Echemographis
Echemographis Caporiacco, 1955
- Echemographis distincta Caporiacco, 1955[2] — Venezuela

## Echemoides
Echemoides Mello-Leitão, 1938
1. Echemoides aguilari Platnick & Shadab, 1979 — Perù
2. Echemoides argentinus (Mello-Leitão, 1940) — Argentina
3. Echemoides balsa Platnick & Shadab, 1979 — Argentina
4. Echemoides cekalovici Platnick, 1983 — Cile
5. Echemoides chilensis Platnick, 1983 — Cile
6. Echemoides gayi (Simon, 1904) — Cile
7. Echemoides giganteus Mello-Leitão, 1938[2] — Argentina
8. Echemoides illapel Platnick & Shadab, 1979 — Cile
9. Echemoides malleco Platnick & Shadab, 1979 — Cile
10. Echemoides mauryi Platnick & Shadab, 1979 — Paraguay, Argentina
11. Echemoides penai Platnick & Shadab, 1979 — Perù, Cile
12. Echemoides penicillatus (Mello-Leitão, 1942) — Paraguay, Argentina
13. Echemoides rossi Platnick & Shadab, 1979 — Cile
14. Echemoides schlingeri Platnick & Shadab, 1979 — Cile
15. Echemoides tofo Platnick & Shadab, 1979 — Cile

## Echemus
Echemus Simon, 1878
1. Echemus angustifrons (Westring, 1861)[2] — dall'Europa all'Asia centrale
  - Echemus angustifrons balticus (Lohmander, 1942) — Svezia
2. Echemus chaetognathus (Thorell, 1887) — Myanmar
3. Echemus chaperi Simon, 1885 — India
4. Echemus chebanus (Thorell, 1897) — Myanmar
5. Echemus chialanus Thorell, 1897 — Myanmar
6. Echemus dilutus (L. Koch, 1873) — Queensland
7. Echemus erutus Tucker, 1923 — Sudafrica
8. Echemus escalerai Simon, 1909 — Marocco
9. Echemus ghecuanus (Thorell, 1897) — Myanmar
10. Echemus giaii Gerschman & Schiapelli, 1948 — Argentina
11. Echemus hamipalpis (Kroneberg, 1875) — Uzbekistan
12. Echemus incinctus Simon, 1907 — Africa occidentale
13. Echemus inermis Mello-Leitão, 1939 — Brasile
14. Echemus lacertosus Simon, 1907 — Isola Principe (Sao Tomé e Principe)
15. Echemus levyi  Kovblyuk & Seyyar, 2009 — Turchia
16. Echemus modestus Kulczyński, 1899 — Madeira
17. Echemus orinus (Thorell, 1897) — Myanmar
18. Echemus pictus Kulczynski, 1911 — Giava
19. Echemus plapoensis (Thorell, 1897) — Myanmar
20. Echemus scutatus (Simon, 1879) — Europa meridionale, Africa settentrionale
21. Echemus sibiricus Marusik & Logunov, 1995 — Russia
22. Echemus viveki Gajbe, 1989 — India

## Eilica
Eilica Keyserling, 1891
1. Eilica albopunctata (Hogg, 1896) — Australia meridionale, Queensland
2. Eilica amambay Platnick, 1985 — Brasile, Paraguay
3. Eilica bedourie Platnick, 1985 — Queensland
4. Eilica bicolor Banks, 1896 — dagli USA all'Honduras, Cuba, Giamaica
5. Eilica bonda Müller, 1987 — Colombia
6. Eilica chickeringi Platnick, 1975 — Panama
7. Eilica cincta (Simon, 1893) — Africa centrale e occidentale
8. Eilica contacta Platnick, 1975 — Queensland, Nuovo Galles del Sud
9. Eilica daviesae Platnick, 1985 — Queensland
10. Eilica fusca Platnick, 1975 — Sudafrica
11. Eilica giga FitzPatrick, 1994 — Zimbabwe
12. Eilica kandarpae Nigam & Patel, 1996 — India
13. Eilica lotzi FitzPatrick, 2002 — Sudafrica
14. Eilica maculipes (Vellard, 1925) — Brasile
15. Eilica marchantaria Brescovit & Höfer, 1993 — Brasile
16. Eilica modesta Keyserling, 1891[2] — Brasile, Uruguay, Argentina
17. Eilica mullaroo Platnick, 1988 — Victoria (Australia)
18. Eilica myrmecophila (Simon, 1903) — Perù, Argentina
19. Eilica obscura (Keyserling, 1891) — Brasile
20. Eilica platnicki Tikader & Gajbe, 1977 — India
21. Eilica pomposa Medan, 2001 — Argentina
22. Eilica rotunda Platnick, 1975 — Queensland
23. Eilica rufithorax (Simon, 1893) — Venezuela, Brasile
24. Eilica serrata Platnick, 1975 — Queensland, Australia occidentale
25. Eilica songadhensis Patel, 1988 — India
26. Eilica tikaderi Platnick, 1976 — India
27. Eilica trilineata (Mello-Leitão, 1941) — Argentina, Cile, Brasile
28. Eilica uniformis (Schiapelli & Gerschman, 1942) — Argentina

## Eleleis
Eleleis Simon, 1893
- Eleleis crinita Simon, 1893 — Africa meridionale

## Encoptarthria
Encoptarthria Main, 1954
- Encoptarthria echemophthalma (Simon, 1908)[2] — Australia occidentale
- Encoptarthria grisea (L. Koch, 1873) — Australia
- Encoptarthria penicillata (Simon, 1908) — Australia occidentale
- Encoptarthria perpusilla (Simon, 1908) — Australia occidentale
- Encoptarthria vestigator (Simon, 1908) — Australia occidentale

## Epicharitus
Epicharitus Rainbow, 1916
- Epicharitus leucosemus Rainbow, 1916[2] — Queensland

## Fedotovia
Fedotovia Charitonov, 1946
- Fedotovia feti Fomichev & Marusik, 2015 — Mongolia
- Fedotovia mikhailovi Fomichev & Marusik, 2015 — Mongolia
- Fedotovia penicillata Marusik, 1993 — Mongolia
- Fedotovia uzbekistanica Charitonov, 1946[2] — Asia centrale, Afghanistan, Mongolia